# Wikariat Cascais
Wikariat Cascais − jeden z 17 wikariatów Patriarchatu Lizbony, składający się z 9 parafii:
- Parafia Niepokalanego Poczęcia Najświętszej Maryi Panny w Abóboda
- Parafia św. Wincentego w Alcabideche
- Parafia Matki Bożej Ucieczki Grzesznych w Carcavelos
- Parafia Wniebowzięcia Najświętszej Maryi Panny i Zmartwychwstanie Chrystusa w Cascais
- Parafia św. Antoniego w Estoril
- Parafia św. Piotra i św. Jana w Estoril
- Parafia Matki Bożej Fatimskiej w Parede
- Parafia św. Dominika Guzmana w São Domingos de Rana
- Parafia Matki Bożej Łaskawej w São Domingos de Rana